# Мичуг
Мичуг — река в России, протекает в Никольском районе Вологодской области и Межевском районе Костромской области. Длина реки составляет 34 км. Является левой составляющей реки Межа, образует её слиянием с рекой Конюг в 186 км от устья Межи.
Мичуг начинается в лесном массиве в Вологодской области в 40 км к юго-западу от города Никольск. Неподалёку расположен исток реки Куданга (приток реки Юг), здесь проходит водораздел бассейнов Волги и Северной Двины. Течёт на юг по заболоченному ненаселённому лесу, собирая воду многочисленных небольших притоков. В среднем течении перетекает на территорию Костромской области. Сливается с Конюгом выше нежилой деревни Борки.

## Данные водного реестра
По данным государственного водного реестра России относится к Верхневолжскому бассейновому округу, водохозяйственный участок реки — Унжа от истока и до устья, речной подбассейн реки — Бассей притоков Волги ниже Рыбинского водохранилища до впадения Оки. Речной бассейн реки — (Верхняя) Волга до Куйбышевского водохранилища (без бассейна Оки).
По данным геоинформационной системы водохозяйственного районирования территории РФ, подготовленной Федеральным агентством водных ресурсов:
- Код водного объекта в государственном водном реестре — 08010300312110000015594
- Код по гидрологической изученности (ГИ) — 110001559
- Код бассейна — 08.01.03.003
- Номер тома по ГИ — 10
- Выпуск по ГИ — 0